# Łacha (Mazovie)
Pour les articles homonymes, voir Łacha.
Łacha (prononciation : [ˈwaxa]) est un village polonais de la gmina de Serock dans le powiat de Legionowo de la voïvodie de Mazovie dans le centre-est de la Pologne.
Il se situe à environ 5 kilomètres au nord de Serock (siège de la gmina), 21 km au nord-est de Legionowo (siège du powiat) et à 38 km au nord de Varsovie (capitale de la Pologne).

## Histoire
De 1975 à 1998, le village appartenait administrativement à la voïvodie de Varsovie.